# Mitti-Holmsjön
Mitti-Holmsjön är en sjö i Örnsköldsviks kommun i Ångermanland som ligger strax norr om Vändåtbergets naturreservat.
Mitti-Holmsjön har fått sitt namn av att den är den mellersta sjön av de tre Holmsjöarna. Den ligger nordväst om Ytter-Holmsjön och öster om Sör-Holmsjön.
Sjön ingår i Gideälvens huvudavrinningsområde. Sjön är 6 meter djup, har en yta på 0,224 kvadratkilometer och befinner sig 275 meter över havet. Sjön avvattnas av vattendraget Holmsjöbäcken.

## Delavrinningsområde
Mitti-Holmsjön ingår i delavrinningsområde (708210-162295) som SMHI kallar för Utloppet av Sör-Holmsjön. Medelhöjden är 298 meter över havet och ytan är 8,8 kvadratkilometer. Räknas de 2 avrinningsområdena uppströms in blir den ackumulerade arean 13,09 kvadratkilometer. Holmsjöbäcken som avvattnar avrinningsområdet har biflödesordning 4, vilket innebär att vattnet flödar genom totalt 4 vattendrag (Lägstaån, Lockstaån, Faxån och Gideälven) innan det når havet efter 100 kilometer. Avrinningsområdet består mestadels av skog (68 procent) och sankmarker (16 procent). Avrinningsområdet har 1,02 kvadratkilometer vattenytor vilket ger det en sjöprocent på 11,6 procent.

## Historia runt sjön
Länge tillbaka i tiden var området troligen väl utnyttjat. Under yngre stenålder (3000-1500 f Kr) var Norrland välbefolkat, speciellt utefter Ångermanlandskusten. Under stenålderns sista period bosatte sig folk även i landskapens inre vid insjöar. Man livnärde sig av jakt och fiske.
Vid Mitti-Holmsjön har man funnit en pilspets som åldersbestämts till cirka 4 000 år. Boplatsen har förmodligen varit på en udde i norra kanten av Mitti-Holmsjön, där fynd gjordes av bland annat stenskrapor att skrapa hudar med.
Århundradena närmast före Kristi födelse inträdde en klimatförsämring som gjorde att folk drog sig söderut.
Kartor från 1771 och 1789 visar att området tillhörde Stavars Jaures Lappland. Det är den tidigaste form av kolonisation som finns dokumenterad. Lappskattelanden var avgränsade landområden som nyttjades av samer mot en viss skatt till kronan. Landindelningen torde ha funnits långt innan samerna inordnades i det svenska skatteväsendet.
Nybyggarna kom till området i mitten av 1700-talet. Innan dess var övre delen av Björna socken ett av samer glest befolkat område med många mil till Åsele, Fredrika och de äldre byarna i Björna.
Hela området runt de tre Holmsjöarna betecknas som kronoöverloppsmark, det vill säga mark som vid avvittringen tillföll kronan men inte avsattes som kronopark.
På 1800-talet hette den Norr-Holmsjön, se bildgalleri.
Ända in på 1900-talet fortsatte nykoloniseringen av trakten kring Vändåtberget. I Holmsjö, mellan Ytter - och Mitti-Holmsjön, upptogs ett nybygge 1915. I slutet av 1930-talet brann huset ner och nu är spåren borta sånär som på en frodig blomsteräng.
I Lägstaån flottades allt virke från skogarna runt Vändåtberget. Mitti-Holmsjön och Sör-Holmsjön är förbundna med flottleden genom kanaler och dammar. Ett försök till flottningsförbindelse mellan Mitti- och Ytter-Holmsjön misslyckades och därför har Vändåtbergets skogar aldrig flottats.

## Bildgalleri

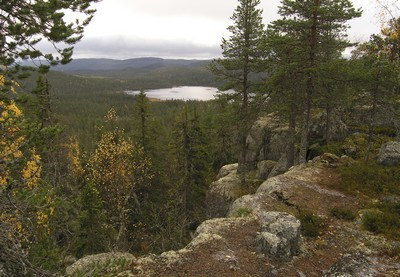
Utsikt från Mittiberget mot Mitti-Holmsjön.
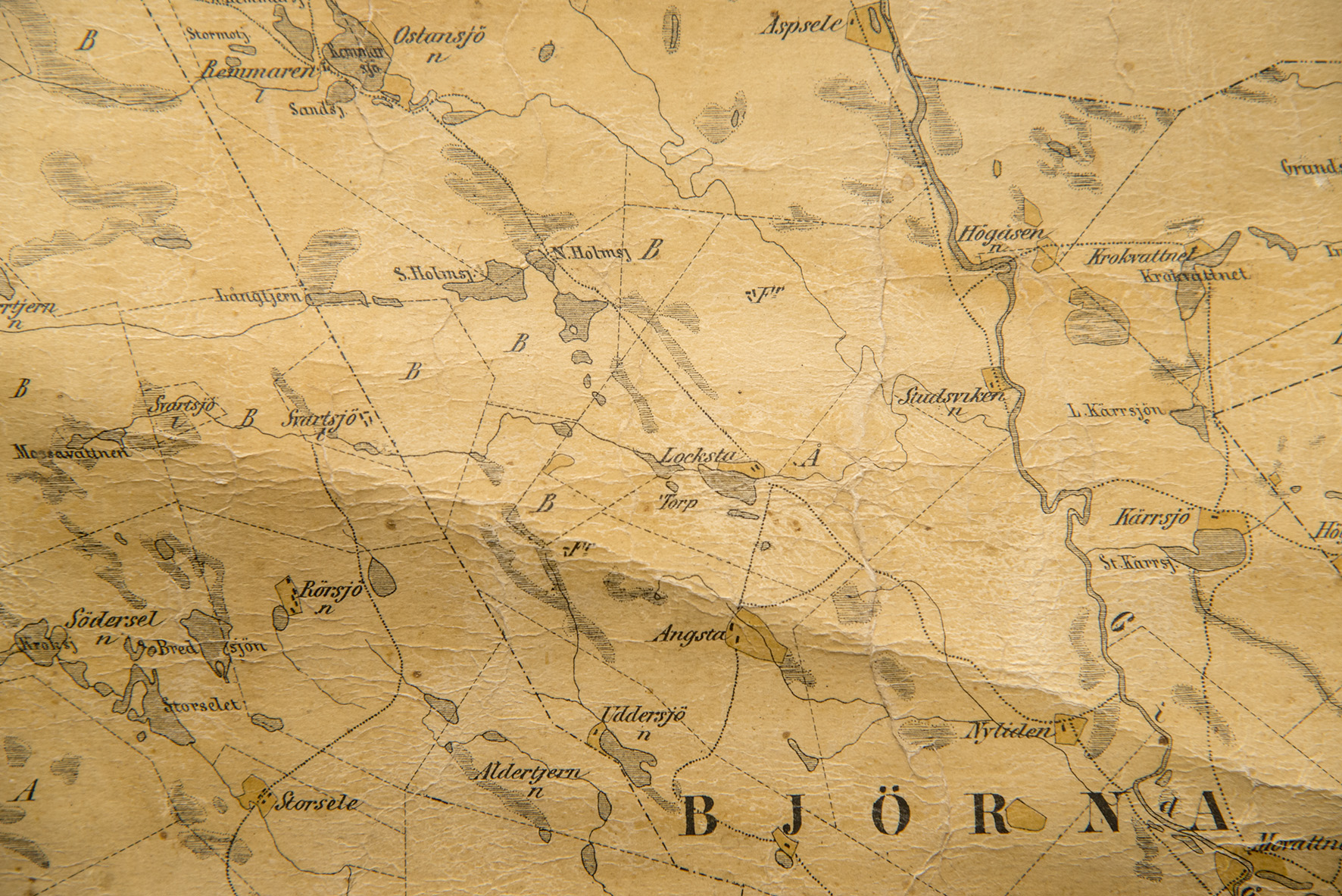
Karta från 1864. Här heter sjön Norr-Holmsjön.
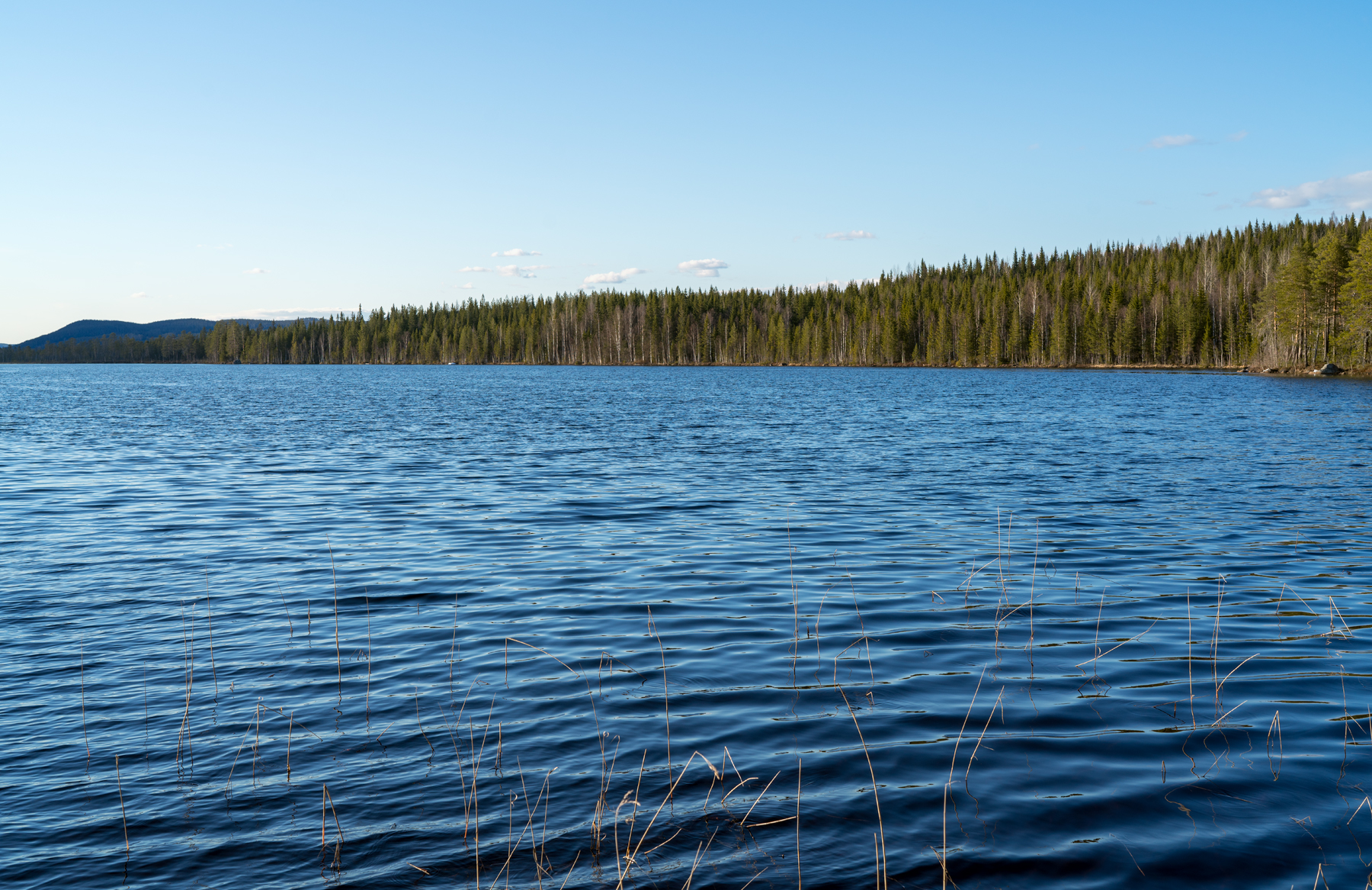
Mitti-Holmsjön, vy mot norr (maj 2020).
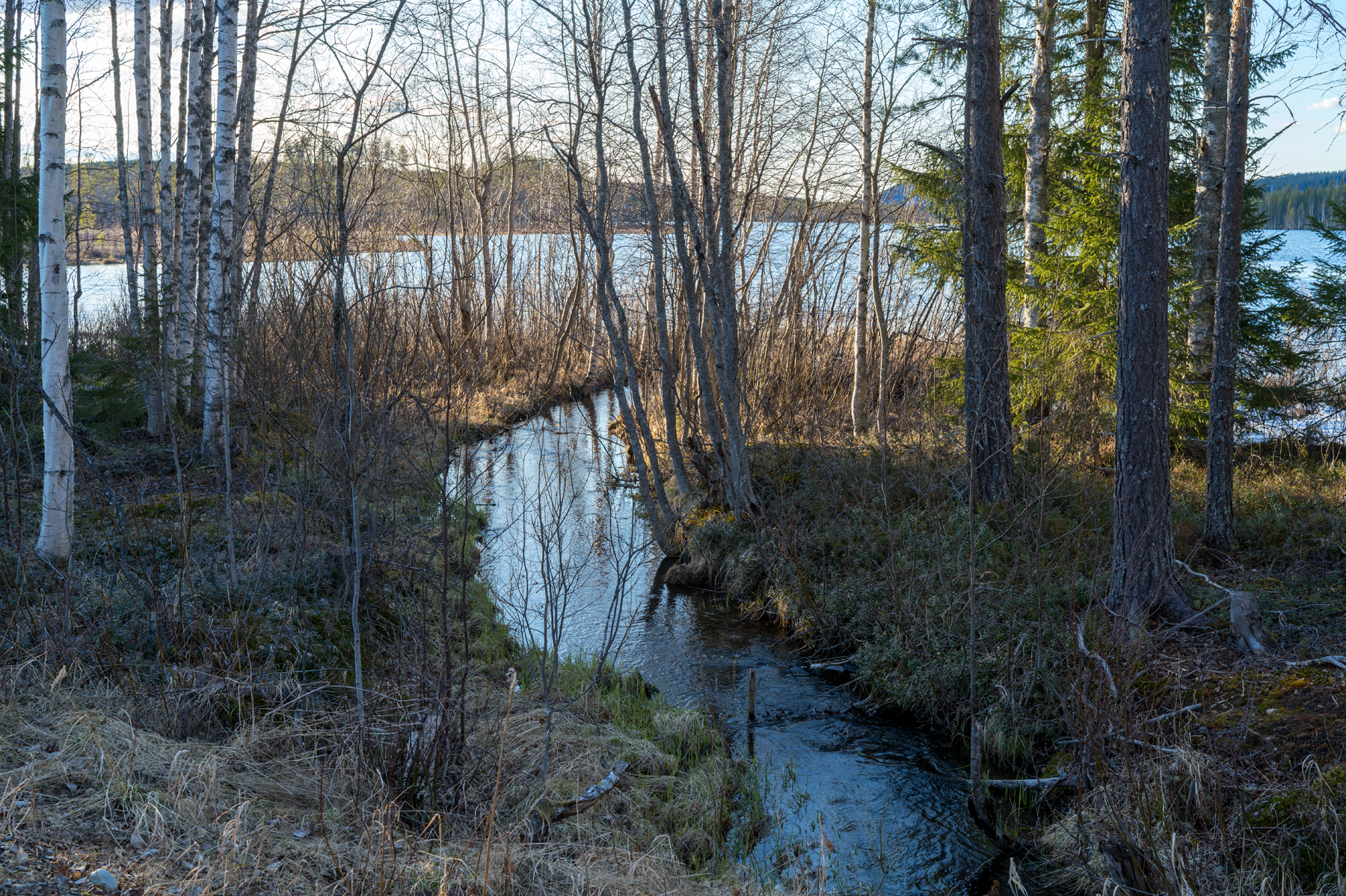
Bäcken som avvattnar Ytter-Holmsjön mynnar i Mitti-Holmsjön.